# St. Louis Film Critics Association Award per la miglior attrice non protagonista
Il St. Louis Film Critics Association Award per la miglior attrice non protagonista è uno dei premi annuali conferiti dal St. Louis Film Critics Association.

## Vincitrici e candidate

### Anni 2000
- 2004
  - Cate Blanchett - The Aviator
- 2005
  - Rachel Weisz - The Constant Gardener - La cospirazione (The Constant Gardener)
  - Amy Adams - Junebug
  - Catherine Keener - Truman Capote - A sangue freddo (Capote)
  - Shirley MacLaine - In Her Shoes - Se fossi lei (In Her Shoes)
  - Frances McDormand - North Country - Storia di Josey (North Country)
  - Sharon Wilkins - Palindromes
  - Michelle Williams - I segreti di Brokeback Mountain (Brokeback Mountain)
  - Renée Zellweger - Cinderella Man - Una ragione per lottare (Cinderella Man)
- 2006
  - Jennifer Hudson - Dreamgirls
  - Cate Blanchett - Diario di uno scandalo (Notes on a Scandal)
  - Abigail Breslin - Little Miss Sunshine
  - Jill Clayburgh - Correndo con le forbici in mano (Running with Scissors)
  - Shareeka Epps - Half Nelson
  - Rinko Kikuchi - Babel
  - Meryl Streep - Il diavolo veste Prada (The Devil Wears Prada)
  - Lili Taylor - Factotum
- 2007
  - Amy Ryan - Gone Baby Gone
  - Cate Blanchett - Io non sono qui (I'm Not There)
  - Katherine Heigl - Molto incinta (Knocked Up)
  - Taraji P. Henson - Parla con me (Talk to Me)
  - Saoirse Ronan - Espiazione (Atonement)
  - Tilda Swinton - Michael Clayton
- 2008
  - Viola Davis - Il dubbio (Doubt)
  - Taraji P. Henson - Il curioso caso di Benjamin Button (The Curious Case of Benjamin Button)
  - Penélope Cruz - Vicky Cristina Barcelona
  - Marisa Tomei - The Wrestler
  - Frances McDormand - Burn After Reading - A prova di spia (Burn After Reading)
  - Amy Adams - Il dubbio (Doubt)
- 2009
  - Mo'Nique - Precious
  - Marion Cotillard - Nine
  - Vera Farmiga - Tra le nuvole (Up in the Air)
  - Anna Kendrick - Tra le nuvole (Up in the Air)
  - Mélanie Laurent - Bastardi senza gloria (Inglourious Basterds)
  - Samantha Morton - Oltre le regole - The Messenger (The Messenger)

### Anni 2010
- 2010
  - Melissa Leo - The Fighter
  - Amy Adams - The Fighter
  - Helena Bonham Carter - Il discorso del re (The King's Speech)
  - Barbara Hershey - Il cigno nero (Black Swan)
  - Hailee Steinfeld - Il Grinta (True Grit)
- 2011
  - Bérénice Bejo - The Artist
  - 2° classificate (ex aequo): Octavia Spencer - The Help
  - 2° classificate (ex aequo): Shailene Woodley - Paradiso amaro (The Descendants)
  - Cate Blanchett - Hanna
  - Jessica Chastain - The Tree of Life
- 2012
  - Ann Dowd - Compliance (ex aequo)
  - Helen Hunt - The Sessions - Gli incontri (ex aequo)
  - Amy Adams - The Master
  - Sally Field - Lincoln
  - Anne Hathaway - Les Misérables
  - Emma Watson - Noi siamo infinito (The Perks of Being a Wallflower)
- 2013
  - Lupita Nyong'o - 12 anni schiavo (12 anni schiavo)
  - 2º classificato: June Squibb - Nebraska
  - Scarlett Johansson - Lei (Her)
  - Jennifer Lawrence - American Hustle - L'apparenza inganna (American Hustle)
  - Léa Seydoux - La vita di Adele (La vie d'Adèle: Chapitres 1 & 2)
- 2014
  - Patricia Arquette - Boyhood
  - Jessica Chastain - 1981: Indagine a New York (A Most Violent Year)
  - Carrie Coon - L'amore bugiardo - Gone Girl (Gone Girl)
  - Mackenzie Foy - Interstellar
  - Keira Knightley - The Imitation Game
  - Emma Stone - Birdman
- 2015
  - Alicia Vikander - Ex Machina
  - 2° classificate (ex aequo): Kristen Stewart - Sils Maria (Clouds of Sils Maria)
  - 2° classificate (ex aequo): Rooney Mara - Carol
  - Jennifer Jason Leigh - The Hateful Eight
  - Kate Winslet - Steve Jobs
- 2016
  - Viola Davis - Barriere (Fences)
  - 2ª classificata: Michelle Williams - Manchester by the Sea
  - Naomie Harris - Moonlight
  - Greta Gerwig - Le donne della mia vita (20th Century Women)
  - Lily Gladstone - Certain Women
- 2017
  - Laurie Metcalf - Lady Bird
  - Holly Hunter - The Big Sick - Il matrimonio si può evitare... l'amore no (The Big Sick)
  - Hong Chau - Downsizing - Vivere alla grande (Downsizing)
  - Kristin Scott Thomas - L'ora più buia (Darkest Hour)
  - Octavia Spencer - La forma dell'acqua - The Shape of Water (The Shape of Water)
- 2018
  - Regina King - Se la strada potesse parlare (If Beale Street Could Talk)
  - Amy Adams - Vice - L'uomo nell'ombra (Vice)
  - Emily Blunt - A Quiet Place - Un posto tranquillo (A Quiet Place)
  - Emma Stone - La favorita (The Favourite)
  - Rachel Weisz - La favorita (The Favourite)
- 2019
  - Margot Robbie - Bombshell - La voce dello scandalo (Bombshell) e C'era una volta a... Hollywood (Once Upon a Time... in Hollywood)
  - Annette Bening - The Report
  - Laura Dern - Storia di un matrimonio (Marriage Story)
  - Scarlett Johansson - Jojo Rabbit
  - Florence Pugh - Piccole donne (Little Women)

### Anni 2020
- 2020
  - Yoon Yeo-jeong - Minari
  - Maria Bakalova - Borat - Seguito di film cinema (Borat Subsequent Moviefilm: Delivery of Prodigious Bribe to American Regime for Make Benefit Once Glorious Nation of Kazakhstan)
  - Ellen Burstyn - Pieces of a Woman
  - Olivia Colman - The Father - Nulla è come sembra (The Father)
  - Amanda Seyfried - Mank
- 2021[2][3]
  - Ann Dowd - Mass
  - Kirsten Dunst - Il potere del cane (The Power of the Dog)
  - Aunjanue Ellis - Una famiglia vincente - King Richard (King Richard)
  - Rita Moreno - West Side Story
  - Ruth Negga - Due donne - Passing (Passing)
- 2022[4]
  - Kerry Condon - Gli spiriti dell'isola (The Banshees of Inisherin)
  - Angela Bassett - Black Panther: Wakanda Forever
  - Claire Foy - Women Talking
  - Janelle Monáe - Glass Onion - Knives Out (Glass Onion: A Knives Out Mystery)
  - Carey Mulligan - Anche io (She Said)
- 2023[5]
  - Da'Vine Joy Randolph – The Holdovers - Lezioni di vita (The Holdovers)
  - Rachel McAdams – Ci sei Dio? Sono io, Margaret (Are You There, God? It's Me, Margaret)
  - Emily Blunt – Oppenheimer
  - Viola Davis – Air - La storia del grande salto (Air)
  - Julianne Moore – May December
- 2024[6]
  - Aunjanue Ellis-Taylor – Nickel Boys
  - Ariana Grande – Wicked (Wicked: Part I)
  - Monica Barbaro – A Complete Unknown
  - Danielle Deadwyler – The Piano Lesson
  - Zoe Saldana – Emilia Pérez